# Бойко Златев
Бойко Златев е български поет, учен и преводач.

## Биография
Бойко Златев е роден в Пловдив на 24 август 1975 г. Завършва НПМГ през 1993. Магистър по астрономия (1999) и магистър по приложна статистика (2004) в СУ „Св. Климент Охридски“. Основател (2003) и главен редактор на интернет списание „Палитра“ – издание за изкуство, наука, философия и публицистика. В периода 2005 – 2007 е експерт в Националния статистически институт. От края на 2007 г. живее в Канада.

## Поезия

### Публикации
Стихове на Бойко Златев са публикувани в множество български периодични издания – сп. „Пламък“, сп. „Понеделник“, сп. „Литературен свят“, в. „Новият пулс“, алманах „Мисъл“ и др. През 2004 излиза първата му стихосбирка „Азбука на светлината“, високо оценена от литературната критика. През 2012 излиза втората поетична книга на Бойко Златев – „Коренът на Времето“, както и второ, допълнено издание на „Азбука на Светлината“.

### Оценки на литературната критика
Според Георги Константинов за поезията на Златев е характерна „една интересна, на моменти глобална мисловност, която има своята стойност, независимо от пестеливата образност“. Литературният критик Георги Н. Николов отбелязва, че трудно би посочил друг автор в съвременната българска литература с подобна самобитност и индивидуалност. Друг литературен критик – Николай Дойнов – пише: „...Бойко Златев понякога смайва с точен метафоричен рисунък, тънка наблюдателност, достигаща често до сърцевината на нещата, приближаваща почерка му до поетиките на Далчев и Иван Цанев“. Според Нели Лишковска в основата на спецификата на творчеството на Златев стои „високата естетическа и етическа мярка на поета, неговата богата култура и не на последно място – научна ерудиция“. А астрономът и литератор Петко Недялков смята, че „с изключение на Кирил Кадийски, отдавна на българската поетическа сцена не се е появявал поет с толкова завършено архитектонично мислене, който да е в състояние да предава умонастроенията си във вид на цялостни, завършени структури.“ Според председателя на Съюза на българските писатели в САЩ и по света Георги Витанов Богат „Поетичното творчество на Златев (...) е наситено със съвременно и модерно поетическо усещане за света и нещата от живота. Неговата поезия е дълбока и проникновена, като същевременно е лека за възприемане и запомняща се.“

### Награди
- 1999 г. – Поощрителна награда на Втори национален литературен конкурс „Младежта – следа от бъдещето“. [6]
- 2000 г. – Втора награда за поезия на Трети национален литературен конкурс „Младежта – следа от бъдещето“.[7]
- 2002 г. – Втора награда за поезия на Четвърти национален литературен конкурс „Младежта – следа от бъдещето“.[8]
- 2003 г. – Поощрителна награда във Втория национален поетичен конкурс „Стара Загора – 2003“ [16].
- 2005 г. – Награда на Българския ПЕН център на 33-тия преглед-конкурс на дебютната литература „Южна пролет“. Наградата връчва Леда Милева.[17][18]
- 2008 г. – Награда на априлската сесия на конкурса за поезия и кратка проза на Форум за литература и хора „ГЛОСИ“.[19]

## Друго литературно творчество

### Публицистика
В своите публицистични статии Бойко Златев критикува най-вече автори, които са негативно настроени към Николай Рьорих и Людмила Живкова. Сред тях има както функционери на бившата БКП (Константин Дилчев), така и свързани с Православната църква (Андрей Кураев, Лазар Абашидзе, Стефан Чурешки), скептицизма (Лилия Гурова, Лидия Фесенкова) и Хатха йога (Дамян Василев, Димитър Пройнов).

#### Полемика със Сергей Скородумов
През 2010 руският гражданин Сергей Скородумов публикува в един издаден в Русия сборник статия срещу Бойко Златев и основаното от него списание „Палитра“, без да извести за публикацията нито Б. Златев, нито някой от другите редактори на списанието. Недоволството на Скородумов е предизвикано от интервю на Бойко Златев за сайта „Книги-News“, дадено през 2007. Научил с голямо закъснение за статията на Скородумов, Бойко Златев кратко я характеризира като „демагогски пасквил“, а по-късно, след като публикацията на Скородумов става достъпна и в интернет, в статия, поместена на руския сайт „Адамант“, дава разгърнато опровержение на твърденията на Скородумов. През април 2015 интервюто на Златев за „Книги-News“ е заличено вследствие на посегателство от страна на хакери, но скоро след това е възстановено, снабдено с предговор от главния редактор на „Книги-News“, писателя Стоян Вълев, който характеризира изтрилите интервюто хакери като „врагове на истината“.

### Преводи
Бойко Златев превежда от руски език поезия (Н. Гумильов , О. Манделщам, Ал. Чижевски  и др.), философски и религиозни произведения (о. Павел Флоренски, о. Сергей Булгаков , Владимир Соловьов, Николай Бердяев, Е.П.Блаватска и др.), научни трудове (Владимир Вернадски, Николай Козирев, Лев Гиндилис  и др.). Голяма част от неговите преводи са публикувани в списание „Палитра“.

## Научна дейност
Научните интереси на Бойко Златев са в областта на морфологията на историята  (исторически цикли и приложение на закона на златното сечение към историческия процес), занимава се и с изучаване на въздействието на космофизични фактори върху динамиката на творческия процес. Бойко Златев има и публикации по статистика, история на теософията, проблеми на демаркацията наука-псевдонаука и др.

## Обществена дейност
Бойко Златев е съучредител (2005) на сдружение „Нова палитра“ и председател на сдружението от неговото основаване. По негова инициатива през пролетта на 2005 година е проведена първата пролетна лектория „Единство на времената“, която оттогава ежегодно се провежда в София. Сред участниците в лекторията са видни български интелектуалци – проф. Вера Ганчева, проф. Валерия Фол, ст.н.с. д.ф.н. Нина Димитрова, проф. Мони Алмалех, Карандаш, д-р Орлин Стефанов и др.
Бойко Златев е инициатор на възстановяването в края на 1990-те години на честването в България на Деня на Белия Лотос – 8 май (годишнина от смъртта на Елена Блаватска).
През май 2007 г. заедно с Кристин Димитрова, Георги Константинов, Никола Инджов, Димитър Гулев и Ганчо Савов Бойко Златев участва в творческата среща между писатели от Сърбия и България, проведена в гр. Димитровград, Сърбия, по покана на Сръбския ПЕН.